# Абскондителла
Абскондителла (лат. Absconditella) — род лихенизированных грибов семейства Стиктидовые. Описан чешским лихенологом Антонином Вездой с типовым видом Абскондителла сфагновая (Absconditella sphgnorum). Абскондителла характеризуется гиалектоидными апотециями, неамилоидным гимением, отсутствием тёмных пигментов и фотобионтом в виде зелёной водоросли. Название рода означает «скрытый», что указывает на скудную структуру таллома и его небольшие апотеции.

## Виды
- Absconditella amabilis T. Sprib., 2009[5] — Канада
- Absconditella annexa (Arnold) Vězda, 1965 — Абскондителла приросшая
- Absconditella antarctica Søchting, et Vězda, 2004[6] — Антарктика
- Absconditella baegasanensis Lőkös, S.Y. Kondr. et Hur, 2013[7]
- Absconditella celata Döbbeler et Poelt, 1977[8]
- Absconditella delutula (Nyl.) Coppins et H. Kilias, 1980 — Абскондителла делутула
- Absconditella duplicella (Nyl.) Rossman, 1979 — Абскондителла двухместная
- Absconditella fossarum Vězda et Pišut, 1985[9]
- Absconditella lingicola Vězda et Pišut, 1985 — Абскондителла древесинная[9]
- Absconditella pauxilla Vězda et Vivant, 1975
- Absconditella rosea Kalb et Aptroot, 2018[10] — Южная Америка
- Absconditella rubra van den Boom, M. Brand et Suija, 2015[11] — Европа
- Absconditella sphagnorum Vězda et Poelt, 1965 — Абскондителла сфагновая[3]
- Absconditella termitariicola Aptroot et M. Cáceres, 2016[12] — Бразилия
- Absconditella trivialis (Willey ex Tuck.) Vězda, 1965
- Absconditella viridithallina Kalb et Aptroot, 2018[10] — Южная Америка

## Охранный статус
В России вид Absconditella duplicella занесён в Красную книгу Мурманской области, вид Absconditella sphagnorum занесён в Красную книгу Республики Марий Эл.